# Le mur des je t’aime
Le mur des je t’aime (Nederlands: De ik-hou-van-joumuur) is een liefde gethematiseerde muur op de Square Jehan-Rictus in de wijk Montmartre in de Franse hoofdstad Parijs. De liefdesmuur is gecreëerd in 2000 en is nu een populaire toeristische attractie. De muur beslaat 40 vierkante meter en bestaat uit 612 geëmailleerde lavategels waarop 311 keer in 250 talen 'ik hou van jou' geschreven staat. Elke tegel meet 21 bij 29,7 centimeter. Alle grote talen zijn vertegenwoordigd, maar ook bijzondere talen zoals Navajo, Inuit, Bambara en Esperanto. De muur is gratis te bezoeken.

## Ontstaan
Frédéric Baron vroeg zijn broer en zijn latere buitenlandse buren, om de woorden 'ik hou van jou' op te schrijven. Op deze manier verzamelde hij uiteindelijk 300 talen en dialecten van over de hele wereld. Claire Kito, een kalligraaf, heeft hem vervolgens geholpen om het op tegels te verwerken.

## Symbolisme
Het symbolisme van een muur was een persoonlijke keuze van de artiest. Een muur is uiteraard een symbool van deling en scheiding, wat hij juist wilde gebruiken om een van de mooiste menselijke gevoelens vast te leggen, de liefde. De rode spetters op de muur staan voor een gebroken hart en kunnen samengevoegd worden tot één groot volledig hart.